# Michail Nikolajewitsch Jelgin
Michail Nikolajewitsch Jelgin (russisch Михаил Николаевич Елгин; englisch: Mikhail Nikolayevich Elgin; * 14. Oktober 1981 in Leningrad) ist ein russischer Tennisspieler, der auf der ATP-Tour hauptsächlich Doppel bestreitet. 2012 erreichte Jeglin mit Partner Denis Istomin zweimal das Achtelfinale eines Grand-Slam-Turniers.

## Leben und Karriere
Jelgin war lange Zeit vor allem mit seinem Dauerpartner Alexander Kudrjawzew im Doppel erfolgreich gewesen. Mit ihm gewann er elf seiner Titel auf der ATP Challenger Tour. Ihr größter gemeinsamer Erfolg stellt bislang der Finaleinzug beim ATP-Turnier in St. Petersburg dar. Sie unterlagen gegen die Briten Colin Fleming und Ross Hutchins mit 3:6, 7:65 und [8:10]. 2013 gewann er seinen bislang einzigen Titel auf der World Tour. Mit Denis Istomin sicherte er sich den Doppeltitel in Moskau durch einen Dreisatzsieg gegen das Brüderpaar Ken und Neal Skupski.
Jelgin ist mit 37 Doppeltiteln und insgesamt 40 Titeln einer der erfolgreichsten Spieler auf der Challenger Tour.

## Erfolge
| Legende (Anzahl der Siege)  |
| Grand Slam                  |
| ATP World Tour Finals       |
| ATP World Tour Masters 1000 |
| ATP World Tour 500          |
| ATP World Tour 250 (1)      |
| ATP Challenger Tour (41)    |

| ATP-Titel nach Belag |
| Hartplatz (1)        |
| Sand (0)             |
| Rasen (0)            |

### Einzel

#### Turniersiege
| Nr. | Datum            | Turnier   | Belag     | Finalgegner   | Ergebnis        |
| --- | ---------------- | --------- | --------- | ------------- | --------------- |
| 1.  | 8. Dezember 2007 | Neu-Delhi | Hartplatz | Tomáš Cakl    | 7:64, 6:76, 6:3 |
| 2.  | 3. August 2008   | Saransk   | Sand      | Denis Istomin | 7:66, 3:6, 6:3  |
| 3.  | 9. August 2008   | Samarqand | Sand      | André Ghem    | 7:64, 6:3       |

### Doppel

#### Turniersiege

##### ATP World Tour
| Nr. | Datum            | Turnier | Belag         | Partner       | Finalgegner              | Ergebnis          |
| --- | ---------------- | ------- | ------------- | ------------- | ------------------------ | ----------------- |
| 1.  | 20. Oktober 2013 | Moskau  | Hartplatz (i) | Denis Istomin | Ken Skupski Neal Skupski | 6:2, 1:6, [14:12] |

##### ATP Challenger Tour
| Nr. | Datum             | Turnier              | Belag         | Partner               | Finalgegner                             | Ergebnis          |
| --- | ----------------- | -------------------- | ------------- | --------------------- | --------------------------------------- | ----------------- |
| 1.  | 3. August 2003    | St. Petersburg (1)   | Sand          | Orest Tereschtschuk   | Juri Schtschukin Dmitri Wlassow         | 3:6, 6:3, 7:5     |
| 2.  | 15. August 2004   | St. Petersburg (2)   | Sand          | Andrei Mischin        | Daniele Giorgini Simone Vagnozzi        | 6:3, 5:7, 6:4     |
| 3.  | 12. November 2007 | Helsinki             | Hartplatz (i) | Alexander Kudrjawzew  | Harri Heliövaara Henri Kontinen         | 4:6, 7:5, [13:11] |
| 4.  | 15. August 2008   | Buxoro               | Hartplatz     | Pawel Tschechow       | Łukasz Kubot Oliver Marach              | 7:62, 6:1         |
| 5.  | 6. September 2008 | Tscherkassy          | Sand          | Alexander Krasnoruzki | Serhij Bubka Serhij Stachowskyj         | 6:4, 7:5          |
| 6.  | 7. November 2008  | Astana (1)           | Hartplatz (i) | Alexander Kudrjawzew  | George Bastl Marco Chiudinelli          | 6:4, 6:78, [10:8] |
| 7.  | 25. Juli 2009     | Pensa (1)            | Hartplatz     | Alexander Kudrjawzew  | Alexei Kedrjuk Denis Mazukewitsch       | 4:6, 6:3, [10:6]  |
| 8.  | 2. August 2009    | Saransk (1)          | Sand          | Jewgeni Kirillow      | Alexei Kedrjuk Denis Mazukewitsch       | 6:2, 6:1          |
| 9.  | 24. Juli 2010     | Pensa (2)            | Hartplatz     | Nikolaus Moser        | Aljaksandr Bury Kiryl Harbazjuk         | 6:4, 6:4          |
| 10. | 1. August 2010    | Saransk (2)          | Sand          | Ilja Beljajew         | Denys Moltschanow Artem Smyrnow         | 3:6, 7:66, [11:9] |
| 11. | 29. August 2010   | Astana               | Hartplatz (i) | Nikolaus Moser        | Wu Di Zhang Ze                          | 6:0, 6:4          |
| 12. | 13. November 2010 | St. Ulrich in Gröden | Teppich (i)   | Alexander Kudrjawzew  | Tomasz Bednarek Michał Przysiężny       | 3:6, 6:3, [10:3]  |
| 13. | 19. März 2011     | Guangzhou            | Hartplatz     | Alexander Kudrjawzew  | Sanchai Ratiwatana Sonchat Ratiwatana   | 7:63, 6:3         |
| 14. | 27. März 2011     | Pingguo              | Hartplatz     | Alexander Kudrjawzew  | Harri Heliövaara Jose Statham           | 6:3, 6:2          |
| 15. | 10. Juli 2011     | Pozoblanco           | Hartplatz     | Alexander Kudrjawzew  | Illja Martschenko Denys Moltschanow     | kampflos          |
| 16. | 13. August 2011   | Samarqand (1)        | Sand          | Alexander Kudrjawzew  | Radu Albot Andrei Kusnezow              | 7:64, 2:6, [10:7] |
| 17. | 21. August 2011   | Qarshi               | Hartplatz     | Alexander Kudrjawzew  | Konstantin Krawtschuk Denys Moltschanow | 3:6, 6:3, [11:9]  |
| 18. | 11. November 2012 | Bratislava           | Hartplatz (i) | Lukáš Dlouhý          | Philipp Marx Florin Mergea              | 6:75, 6:2, [10:6] |
| 19. | 18. November 2012 | Helsinki (2)         | Hartplatz (i) | Igor Zelenay          | Uladsimir Ihnazik Wang Yeu-tzuoo        | 4:6, 7:60, [10:4] |
| 20. | 12. Oktober 2013  | Taschkent (1)        | Hartplatz     | Teimuras Gabaschwili  | Purav Raja Divij Sharan                 | 6:4, 6:4          |
| 21. | 22. März 2014     | Panama-Stadt         | Sand          | František Čermák      | Martín Alund Guillermo Durán            | 4:6, 6:3, [10:8]  |
| 22. | 21. März 2015     | Kasan                | Hartplatz (i) | Igor Zelenay          | Andrea Arnaboldi Matteo Viola           | 6:3, 6:3          |
| 23. | 15. Mai 2015      | Samarqand (2)        | Sand          | Sjarhej Betau         | Laslo Đere Peđa Krstin                  | 6:4, 6:3          |
| 24. | 23. Mai 2015      | Eskişehir            | Hartplatz     | Sjarhej Betau         | Ti Chen Ruan Roelofse                   | 6:4, 6:72, [10:7] |
| 25. | 20. Juni 2015     | Fargʻona             | Hartplatz     | Sjarhej Betau         | Denys Moltschanow Franko Škugor         | 6:3, 7:5          |
| 26. | 4. Juli 2015      | Padua                | Sand          | Andrei Rubljow        | Federico Gaio Alessandro Giannessi      | 6:4, 7:64         |
| 27. | 11. Juli 2015     | Braunschweig         | Sand          | Sjarhej Betau         | Damir Džumhur Franko Škugor             | 3:6, 6:1, [10:5]  |
| 28. | 18. Juli 2015     | Posen                | Sand          | Mateusz Kowalczyk     | Julio Peralta Matt Seeberger            | 3:6, 6:3, [10:6]  |
| 29. | 16. Oktober 2015  | Taschkent (2)        | Hartplatz     | Sjarhej Betau         | Andre Begemann Artem Sitak              | 6:4, 6:4          |
| 30. | 20. August 2016   | Meerbusch            | Sand          | Andrej Wassileuski    | Sander Gillé Joran Vliegen              | 7:6, 6:4          |
| 31. | 15. Oktober 2016  | Taschkent (3)        | Hartplatz     | Denis Istomin         | Andre Begemann Leander Paes             | 6:4, 6:2          |
| 32. | 29. Oktober 2016  | Suzhou               | Hartplatz     | Alexander Kudrjawzew  | Andrea Arnaboldi Jonathan Eysseric      | 4:6, 6:1, [10:7]  |
| 33. | 20. November 2016 | Brescia              | Hartplatz     | Alexander Kudrjawzew  | Wesley Koolhof Matwé Middelkoop         | 7:64, 6:3         |
| 34. | 29. Januar 2017   | Rennes               | Hartplatz (i) | Jewgeni Donskoi       | Julian Knowle Jonathan Marray           | 6:4, 3:6, [11:9]  |
| 35. | 5. Februar 2017   | Quimper              | Hartplatz (i) | Igor Zelenay          | Ken Skupski Neal Skupski                | 2:6, 7:5, [10:5]  |
| 36. | 24. November 2017 | Bangalore            | Hartplatz     | Divij Sharan          | Ivan Sabanov Matej Sabanov              | 6:3, 6:0          |
| 37. | 21. Juli 2018     | Astana (2)           | Hartplatz     | Jaraslau Schyla       | Arjun Kadhe Denis Jewsejew              | 7:5, 7:66         |
| 38. | 27. Oktober 2019  | Liuzhou              | Hartplatz     | Denis Istomin         | Nam Ji-sung Song Min-kyu                | 3:6, 6:4, [10:6]  |

#### Finalteilnahmen
| Nr. | Datum            | Turnier        | Belag         | Partner              | Finalgegner                   | Ergebnis          |
| --- | ---------------- | -------------- | ------------- | -------------------- | ----------------------------- | ----------------- |
| 1.  | 30. Oktober 2011 | St. Petersburg | Hartplatz (i) | Alexander Kudrjawzew | Colin Fleming Ross Hutchins   | 3:6, 7:65, [8:10] |
| 2.  | 23. Februar 2014 | Delray Beach   | Hartplatz     | František Čermák     | Bob Bryan Mike Bryan          | 2:6, 3:6          |
| 3.  | 12. Februar 2017 | Sofia          | Hartplatz (i) | Andrei Kusnezow      | Viktor Troicki Nenad Zimonjić | 4:6, 4:6          |